# إبراهيم الصفي
ناصر الدين محمد بن محمد بن أحمد الشهير بابن الصفيّ الدمشقي ويعرف بابن العتّال أيضًا، أحد المهندسين الذين برعوا في المساحة حتى صار إليه المنتهى فيها، وتوفي سنة 774 ه. ذكره ابن حجر العسقلاني «الدرر الكامنة».